# Фонтан Тритона
Фонтан Тритона — фонтан у Римі, створений Джованні Лоренцо Берніні. Цей фонтан розташований на площі Барберіні, неподалік від Палаццо Барберіні. Фонтан був зроблений у 1642 році на замовлення папи Урбана VIII (Барберіні) незабаром після завершення будівництва палаццо. Постамент фонтану утворюють 4 дельфіни, на кінчиках хвостів яких розташовується величезна мушля. На розкритих стулках цієї мушлі знаходиться статуя Тритона, сина бога Посейдона. Тритон видуває з раковини струмінь води, що наповнює чашу фонтану. Поміж дельфінами розташовані зображення герба сім'ї Барберіні, папської тіари. На цій же площі знаходиться інша робота Берніні — Фонтан бджіл.

## Галерея

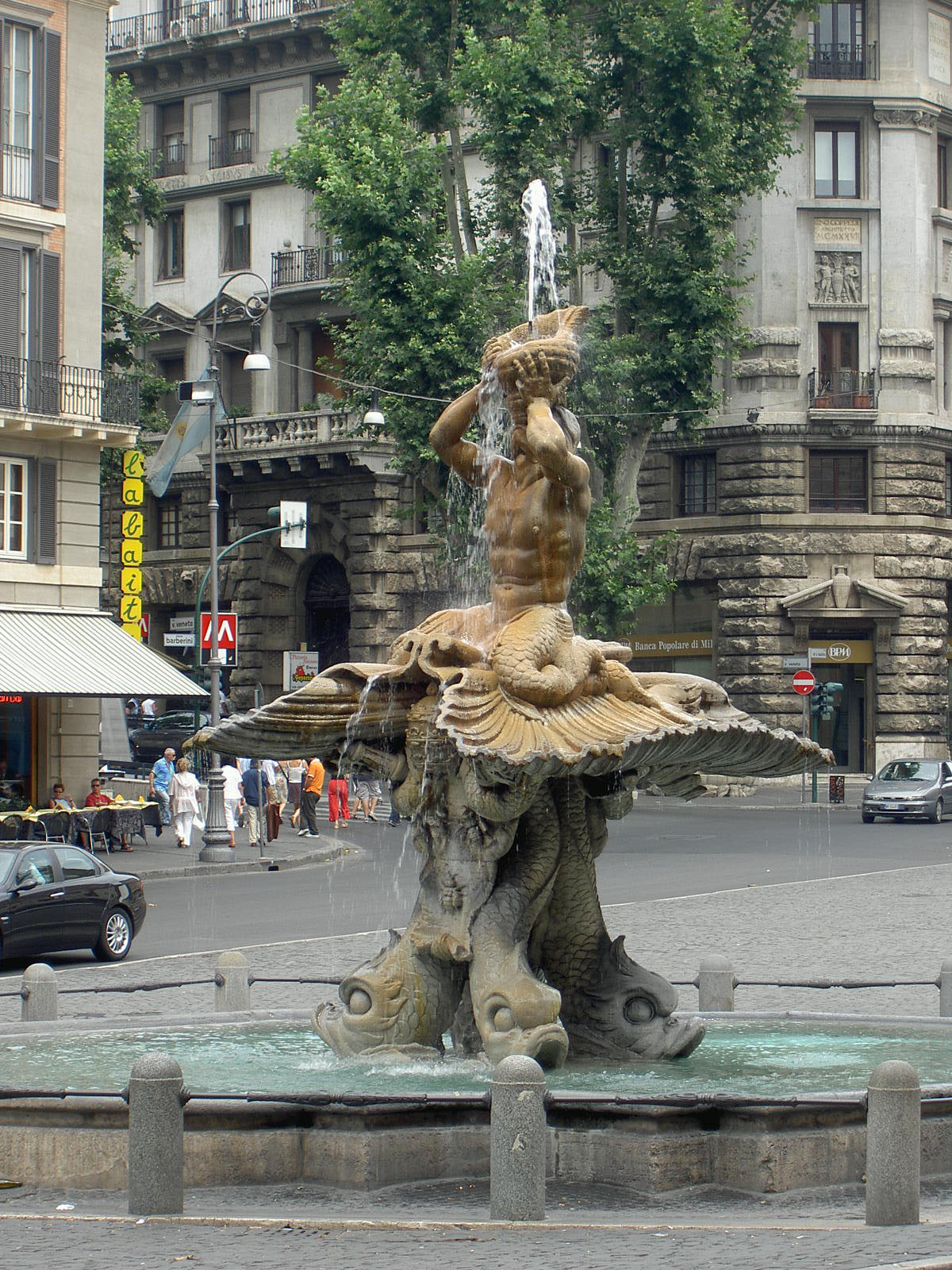
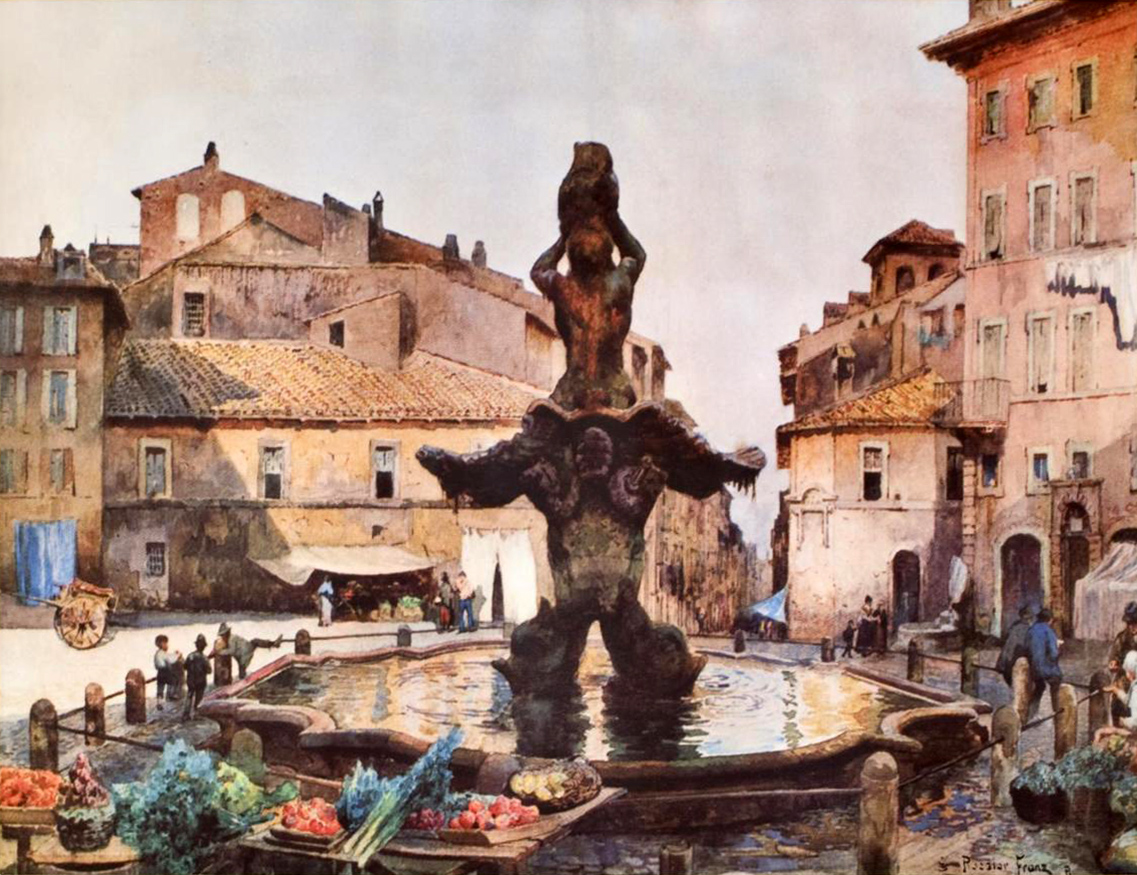
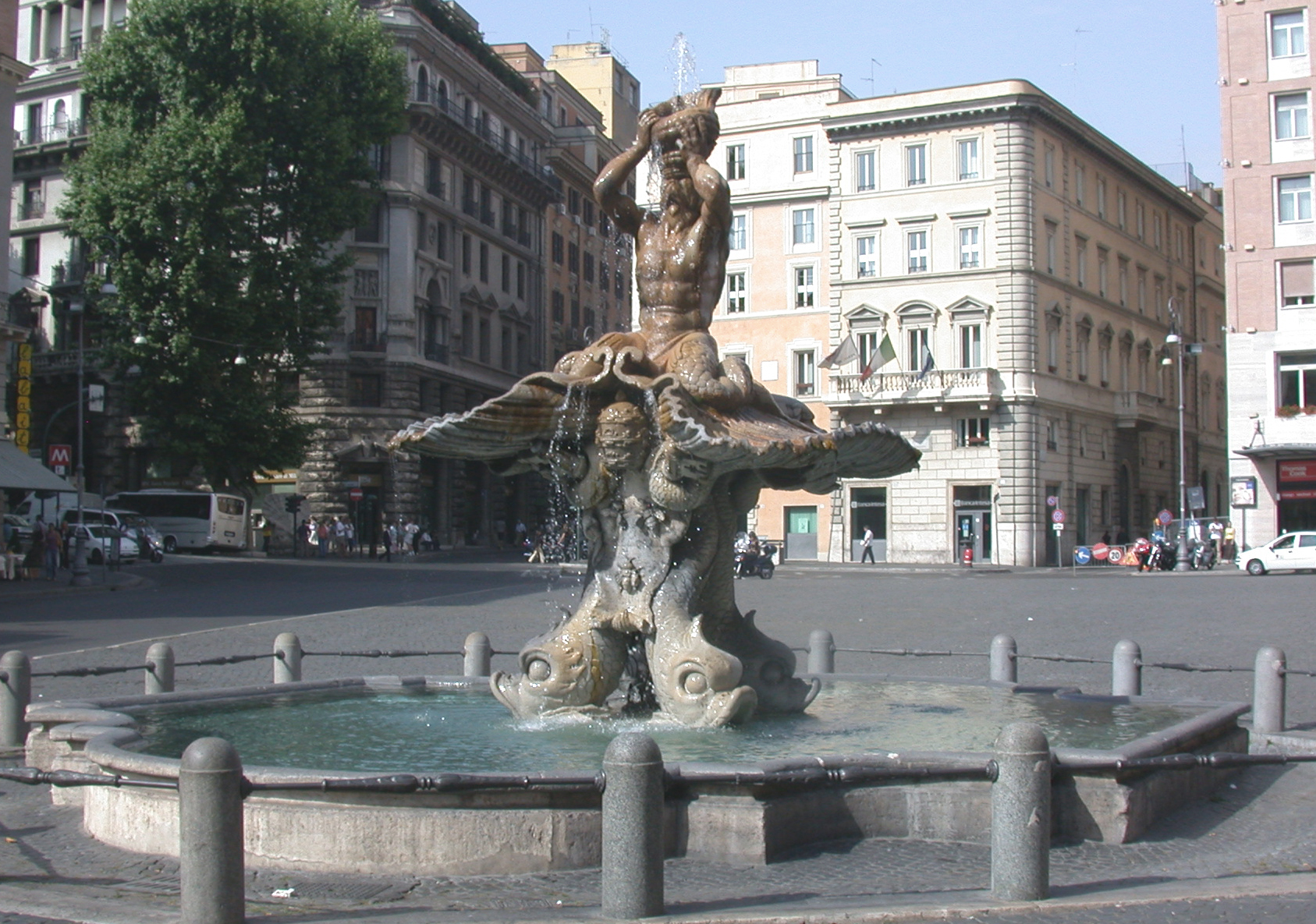
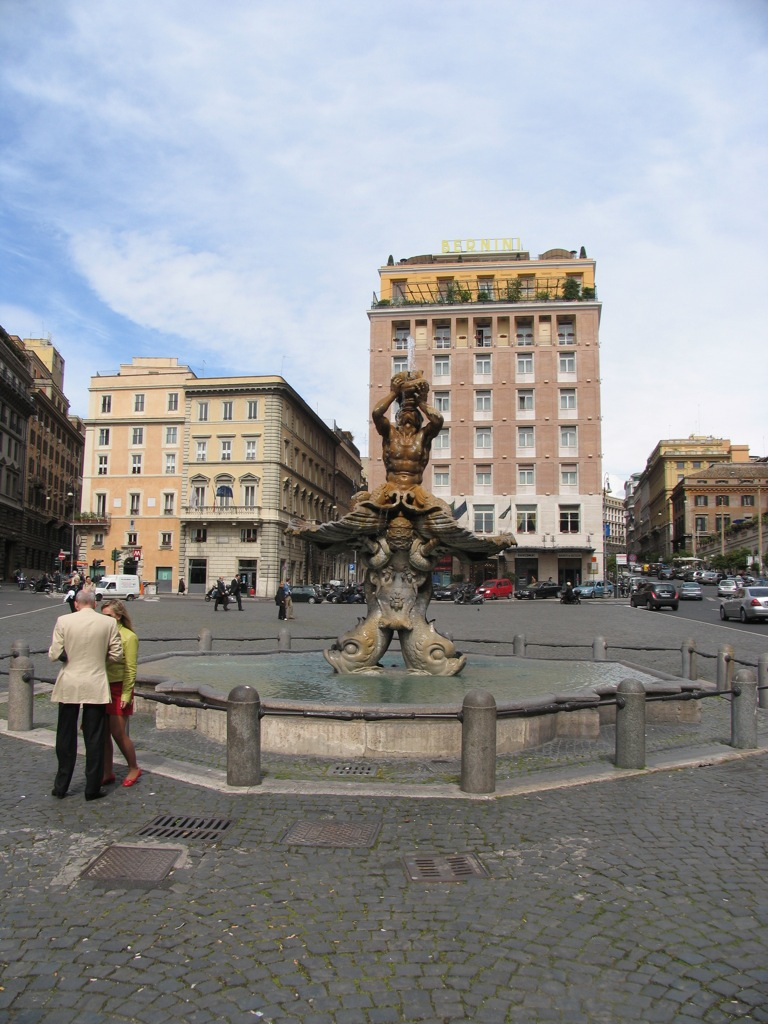
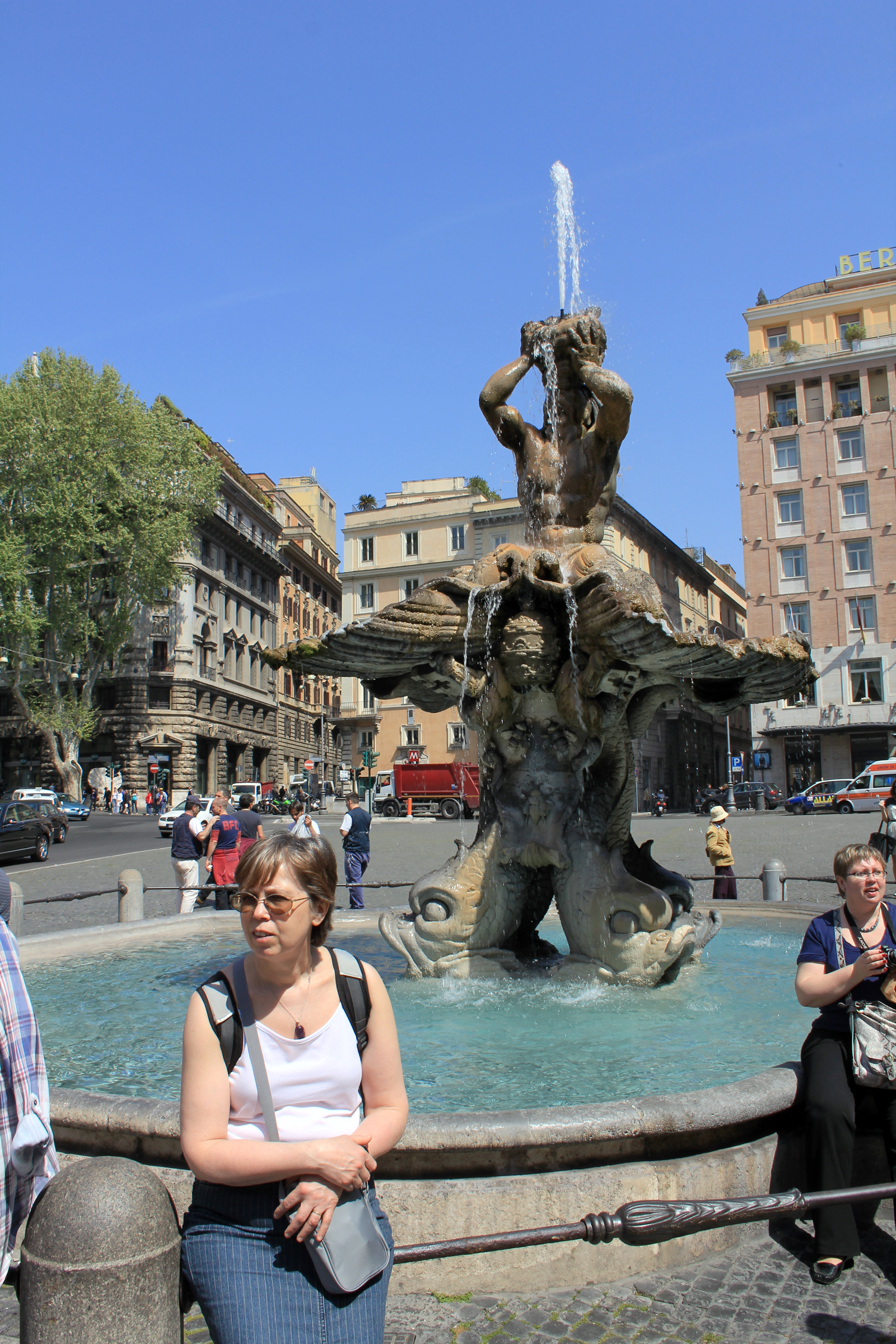
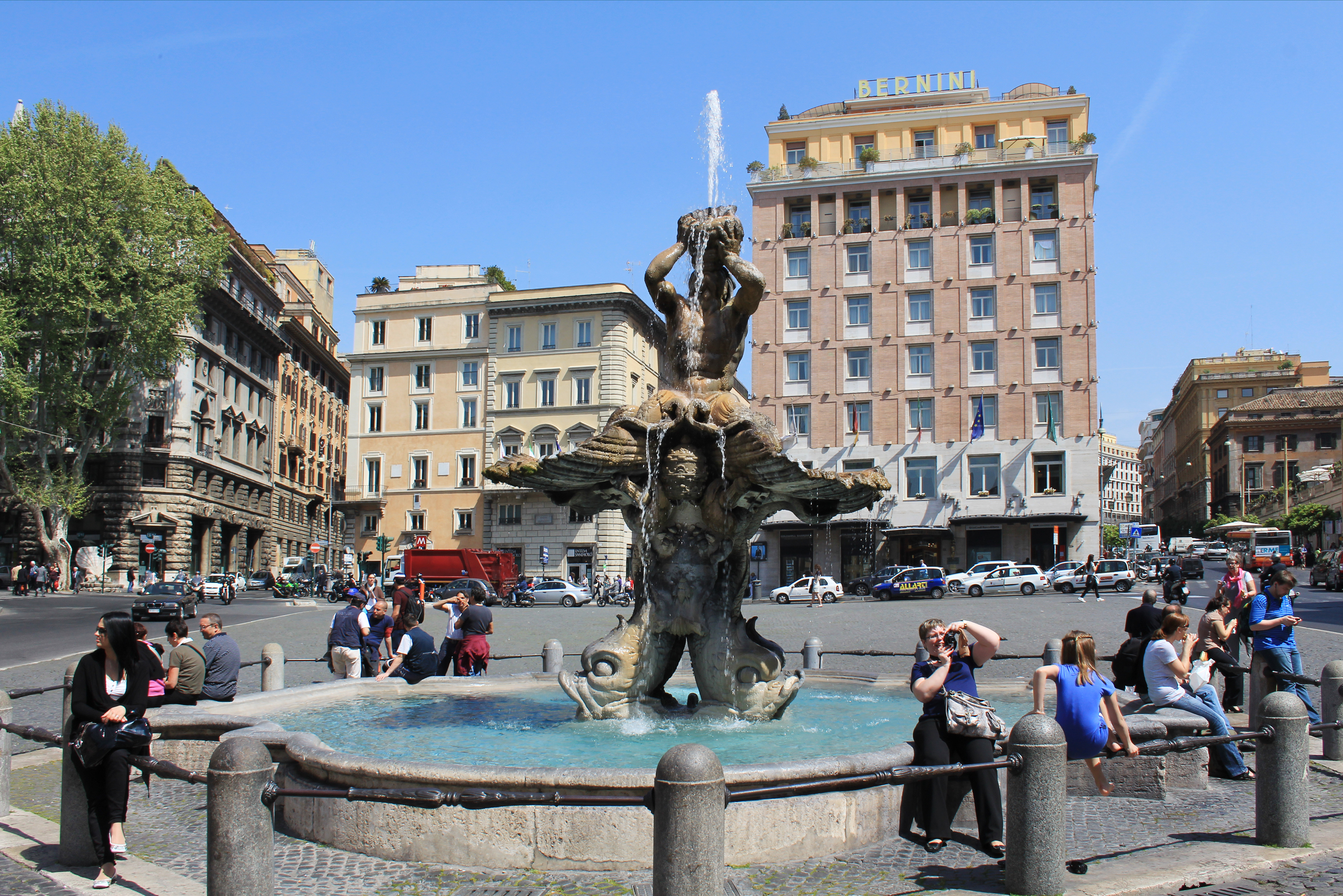